# Sam Henderson
Pour les articles homonymes, voir Henderson.
Sam Henderson est un scénariste, dessinateur, directeur et artiste de storyboards américain né le 18 octobre 1969 à Woodstock (New York).
Depuis mars 2010, sa bande dessinée Magic Whistle est publié chaque semaine dans le magazine hebdomadaire de bande dessinée Nib-Lit.

## Filmographie
| Année | Sujet                    | Notes                       | Observations                                    |
| ----- | ------------------------ | --------------------------- | ----------------------------------------------- |
| 1999  | Bob l'éponge (1999-2004) | Série télévisée d'animation | Scénariste Réalisateur Directeur de storyboards |
| 2002  | God Hates Cartoons       | Vidéo                       | Réalisateur Acteur                              |
| 2005  | Camp Lazlo               | Série télévisée d'animation | Scénariste Directeur de storyboards             |
| 2008  | Ape Escape               | Série télévisée             | Artiste de storyboards                          |

## Récompenses
- Une nomination en 2003 au Primetime Emmy Awards pour le dessin animé Bob l'éponge